# Gibboniec
Gibboniec (Nomascus) – rodzaj ssaków naczelnych z rodziny gibbonowatych (Hylobatidae).

## Zasięg występowania
Rodzaj obejmuje gatunki występujące w Chińskiej Republice Ludowej, Mjanmie, Laosie, Kambodży i Wietnamie.

## Morfologia
Długość ciała 43–54 cm; masa ciała 5,8–10 kg. Wyraźny dymorfizm płciowy w kolorze sierści: u samców sierść jest koloru czarnego natomiast u samic od jasnego do ciemnopłowego.

## Systematyka
Rodzaj zdefiniował w 1933 roku amerykański botanik i zoolog Gerrit Smith Miller w artykule poświęconym klasyfikacji gibbonów, opublikowanym w czasopiśmie „Journal of Mammalogy”. Na gatunek typowy Miller wyznaczył (oryginalne oznaczenie) gibbońca białolicego (N. leucogenys).

### Etymologia
Nomascus: etymologia niejasna, Miller nie wyjaśnił znaczenia nazwy rodzajowej.

### Podział systematyczny
Do rodzaju należą następujące gatunki:
| Grafika | Gatunek             | Autor i rok opisu                                            | Nazwa zwyczajowa    | Podgatunki         | Rozmieszczenie geograficzne | Podstawowe wymiary                | Status IUCN |
| ------- | ------------------- | ------------------------------------------------------------ | ------------------- | ------------------ | --- | --------------------------------- | ----------- |
|         | Nomascus hainanus   | (O. Thomas, 1892)                                            | gibboniec hainański | gatunek monotypowy | Chińska Republika Ludowa (zachodni Hajnan (kiedyś szeroko rozpowszechniony, dziś ograniczony do rezerwatu przyrody Bawangling)) | DC: około 48–49 cm MC: 5,8–10 kg  | CR          |
|         | Nomascus nasutus    | (Künckel d’Herculais, 1884)                                  | gibboniec reliktowy | gatunek monotypowy | obecnie ograniczony do małego obszaru w północno-wschodnim Wietnamie (dystrykt Trùng Khánh w prowincji Cao Bằng) i Chińskiej Republice Ludowej (Jingxi, Kuangsi)                                                                                   | brak danych                       | CR          |
|         | Nomascus concolor   | (Harlan, 1826)                                               | gibboniec czubaty   | 2 podgatunki       | południowo-środkowa Chińska Republika Ludowa (środkowy i południowo-zachodni Junnan), północny Wietnam (prowincje Lào Cai, Sơn La i Yên Bái) i północno-zachodni Laos (prowincje Bokéo i Louang Namtha)                                            | DC: 43–54 cm MC: 6,9–10 kg        | CR          |
|         | Nomascus leucogenys | (Ogilby, 1840)                                               | gibboniec białolicy | gatunek monotypowy | południowo-środkowa Chińska Republika Ludowa (skrajnie południowy Junnan), północny Laos (na południe do prawdopodobnie rzeki Khading) i północny-zachodni Wietnam (pomiędzy rzekami Mekong i Czarna, na południe prawdopodobnie do rzeki Rao Nay) | DC: 47–52 cm MC: około 6,4–6,6 kg | CR          |
|         | Nomascus siki       | (Delacour, 1951)                                             | gibboniec żałobny   | gatunek monotypowy | środkowy Laos (na wschód od rzeki Mekong, na północ do rzeki Khading) i środkowy Wietnam (na północ od rzeki Rao Nay, na południe od rzeki Thạch Hãn)                                                                                              | DC: około 6,6 cm MC: około 7,9 kg | CR          |
|         | Nomascus annamensis | Van Ngoc Thinh, Mootnick, Vu Ngoc Thanh, Nadler & Roos, 2010 | gibboniec górski    | gatunek monotypowy | południowy Laos (na wschód od rzeki Mekong, do około rzeki Banghiang), środkowy Wietnam (od rzeki Thạch Hãn na południe do około rzeki Ba) i północno-wschodnia Kambodża (na wschód od rzeki Mekong, na północ od rzeki Srepok)                    | DC: około 44–46 cm MC: około 7 kg | EN          |
|         | Nomascus gabriellae | (O. Thomas, 1909)                                            | gibboniec żółtolicy | gatunek monotypowy | południowy Wietnam (od rzeki Ba na południe do rezerwatu przyrody Nui Ong) i południowo-wschodnia Kambodża (na wschód od rzeki Mekong, na południe od rzeki Srepok)                                                                                | DC: 45–49 cm MC: około 5 kg       | EN          |

Kategorie IUCN:  EN  – gatunek zagrożony,  CR  – gatunek krytycznie zagrożony.